# Theodor Horn
Theodor Horn (* 25. Februar 1661 in Rappin; † 7. März 1736 in Greifswald) war ein deutscher Philosoph.

## Leben
Von seinem Vater, der Pfarrer war, und durch Hauslehrer ausgebildet, erwarb er sich das Grundwissen, um das Sundische Gymnasium in Stralsund zu besuchen, und bezog 1680 die Universität Greifswald, wo er zunächst philosophischen und theologischen Studien nachging. Am 7. April 1683 wechselte er an die Universität Wittenberg, erwarb sich hier am 29. April 1678 den akademischen Grad eines Magisters und begann dort Privatvorlesungen zu halten.
1690 kehrte er an die philosophische Fakultät der Universität Greifswald zurück, setzte dort seine Lehrtätigkeit fort, wurde im November 1692 außerordentlicher und im März 1699 ordentlicher Professor der Logik und Metaphysik. Zudem war er Vorsteher der Universitätsbibliothek Greifswald und er selbst hat sich als Autor philosophischer Schriften einen Namen gemacht. Außerdem bekleidete er 1703, 1714 und 1717 das Rektorat der Greifswalder Hochschule.

## Werkauswahl
- Exercitatio acad. qua maximam partem ea, quae de Philippi Arabis, Augusti, fide Christiana Card. Baronius disputat, utcunque expenduntur. Starck, Greifswald 1693. (Digitalisat)
- Positiones miscellaneae ex philosophia rationali. Starck, Greifswald 1702. (Digitalisat)
- Christianorum Achreioduleian. Seu Meritum Destructum Ex Comm. 10. XVII. Luc. Luc. XVI. diatriba theologica. 1688. (Digitalisat)
- De Radice & causa possibilitatis rerum. (Respondent Jakob Balthasar) Starck, Greifswald 1699. (Digitalisat)
- Symmikta Philosophika De Definitione Causae Potissimum In Communi. Starck, Greifswald 1706. (Digitalisat)